# Batrachoseps relictus
Batrachoseps relictus е вид земноводно от семейство Plethodontidae.

## Разпространение
Видът е разпространен в САЩ.